# Blok 25
Le Blok 25 (en serbe cyrillique : Блок 25) est un quartier de Belgrade, la capitale de la Serbie. Il est situé dans la municipalité de Novi Beograd.

## Localisation
Le Blok 25 est situé sur la rive gauche de la Save. Il est entouré par les Bloks 21, 22, 23, 26, 28, 29 et 30. De forme carrée, il est délimité par le Bulevar Arsenija Čarnojevića, qui naît dans le prolongement du pont de Gazela, sur la Save ; il se situe sur le parcours de routes européennes E75. Le Blok est longé par le Bulevar Zorana Đinđića, parallèle au premier, et par les rues Španskih boraca et Proleterske solidarnosti (« Solidarités prolétariennes »), qui coupent les deux boulevards à angle droit.

## Caractéristiques

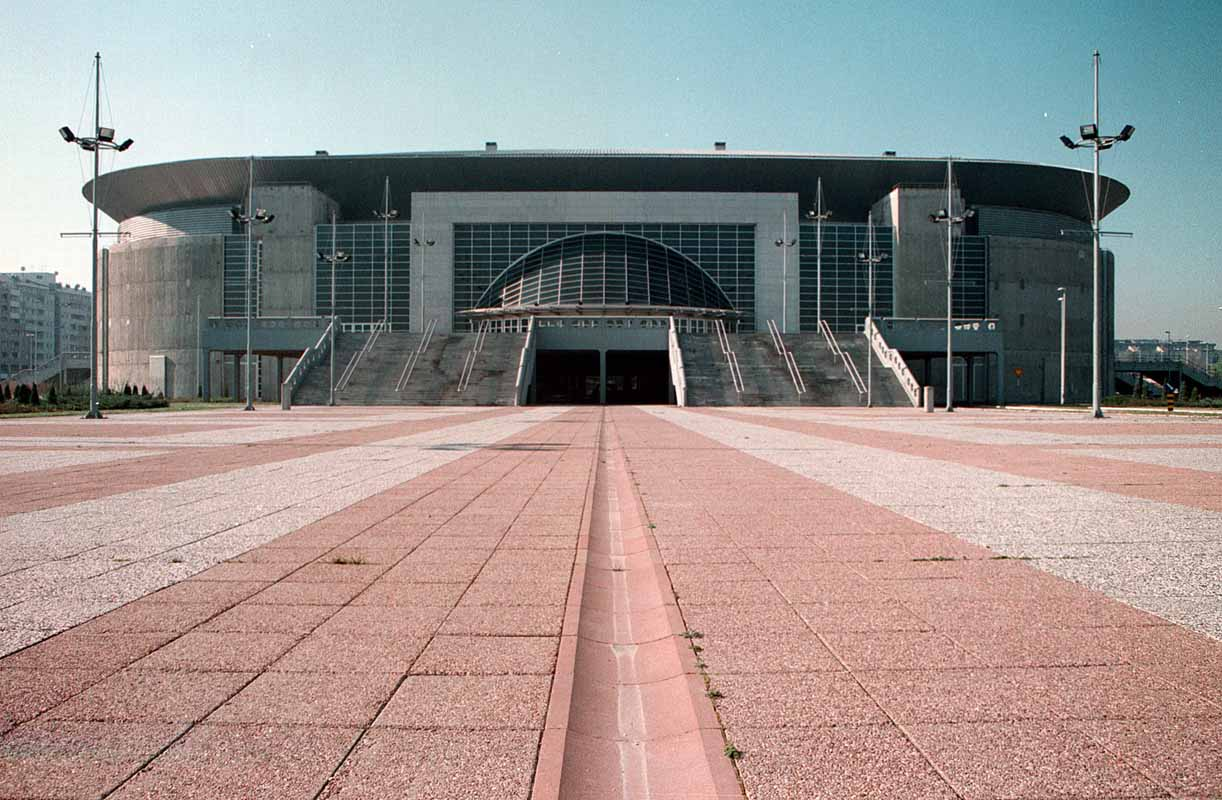
La Belgrade Arena

Le Bolk 25 est un quartier moderne, qui est occupé, pour l'essentiel, par l'esplanade et par le bâtiment de la Belgrade Arena, l'une des plus importantes salles omnisports de la capitale serbe. Il comporte également quelques immeubles résidentiels et quelques immeubles d'affaires.